# 内野台
内野台（うちのだい）は静岡県浜松市浜名区の地名。現行行政地名は内野台一丁目から内野台四丁目。住居表示実施済み。

## 地理
浜松市浜名区南部に位置する。町内は高台の傾斜地にあるため、起伏に富んだ地形となっている。「浜名ニュータウン」は開発時の名称だが、今でも使用する住民が多い。
近年内野台の西隣の内野・平口地区が染地台として大規模な区画整理事業と建設事業が行われており、中央区半田山、同区有玉台などから連なる市内北部の新興住宅地の中心としての発展が期待される。

## 歴史

### 沿革
- 昭和48年(1973年)完成　浜松市100年の歴史(浜松市公式ホームページ)より

## 世帯数と人口
2018年（平成30年）12月1日現在の世帯数と人口は以下の通りである。
| 丁目         | 世帯数    | 人口    |
| ------------ | --------- | ------- |
| 内野台一丁目 | 358世帯   | 889人   |
| 内野台二丁目 | 479世帯   | 1,271人 |
| 内野台三丁目 | 286世帯   | 702人   |
| 内野台四丁目 | 502世帯   | 1,242人 |
| 計           | 1,625世帯 | 4,104人 |

## 小・中学校の学区
市立小・中学校に通う場合、学区は以下の通りとなる。
| 丁目         | 番・番地等 | 小学校             | 中学校             |
| ------------ | ---------- | ------------------ | ------------------ |
| 内野台一丁目 | 全域       | 浜松市立内野小学校 | 浜松市立浜名中学校 |
| 内野台二丁目 | 全域       | 浜松市立内野小学校 | 浜松市立浜名中学校 |
| 内野台三丁目 | 全域       | 浜松市立内野小学校 | 浜松市立浜名中学校 |
| 内野台四丁目 | 全域       | 浜松市立内野小学校 | 浜松市立浜名中学校 |

## 交通

### 遠鉄バス
- 61内野台線：（浜松駅 方面 - ）内野台一丁目 - 内野台二丁目 - 内野台三丁目 - 内野台四丁目 - 内野古墳 - 内野台北（ - 内野台車庫・サンストリート浜北 方面）
- 100浜北医大三方原聖隷線：（浜北駅 方面 - ）内野台一丁目 - 内野台二丁目 - 内野台三丁目（ - 三方原営業所・聖隷三方原病院 方面）

### シャトルバス
- ぐるっと十全（十全グループ・シャトルバス）

## 施設・史跡
内野台はほぼ全域が第一種低層住居専用地域に指定されているため、大きな施設はない。赤門上古墳は内野台地内でなく内野に存在する。
- 浜松市立内野北幼稚園
- 稲荷山古墳
- 山の上古墳

## 行事

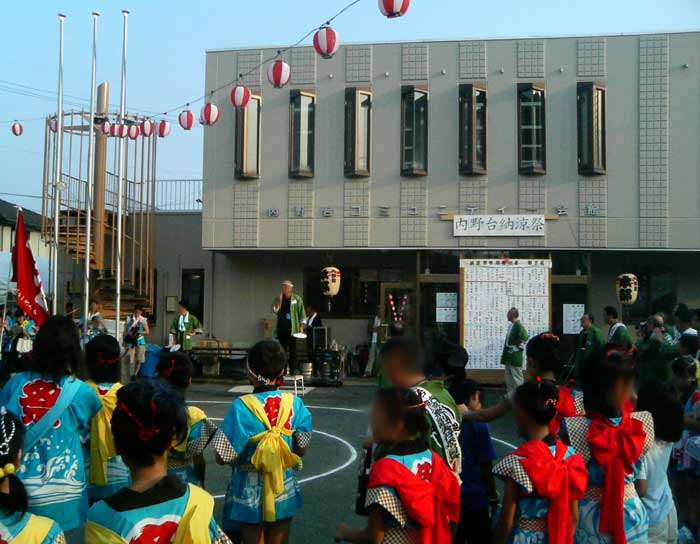
内野台住民の集会所「内野台コミュニティ会館」

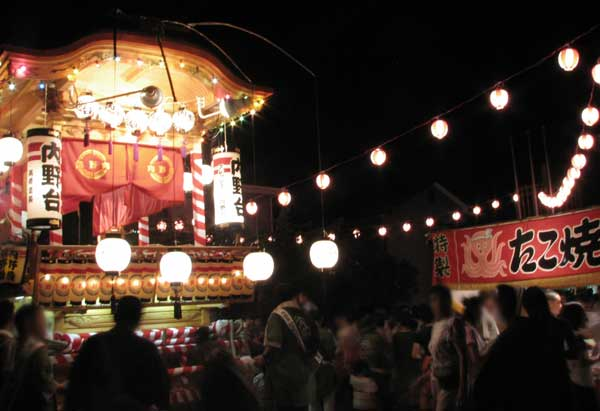
内野台住民の祭り「内野台納涼祭」の屋台

役員のみが参加する行事や清掃関係を除く。

### 内野台全体
- 納涼祭（8月）
- 芸能祭&バザー（11月）
- 歩け歩け運動（11月）
- 初日の出の会（1月）

### 町内会単位
- 敬老会（9月-10月）
- 地域防災訓練（12月）

## その他

### 日本郵便
- 郵便番号 : 434-0045[2]（集配局：浜北郵便局[6]）。

### 警察
町内の警察の管轄区域は以下の通りである。
| 番・番地等 | 警察署     | 交番・駐在所 |
| ---------- | ---------- | ------------ |
| 全域       | 浜北警察署 | 小松交番     |